# 北京市通州区文化和旅游局
39°54′07″N 116°39′22″E / 39.90199°N 116.65623°E
北京市通州区文化和旅游局是北京市通州区人民政府的一个部门。

## 领导
2021年2月，本机构的领导为：
- 王立生：党组书记、副局长。工作分工：主持党组全面工作
- 纪万成：党组副书记，局长。工作分工：主持区文化和旅游局行政全面工作
- 杨根萌：党组成员、副局长。工作分工：负责博物馆事业、人大代表建议办理、政协委员提案办理等方面工作
- 王凤荣：党组成员，副局长。工作分工：负责工会、共青团、妇女工作
- 林长春：党组成员、副局长。工作分工：分管行业管理科（行政审批科）、文物保护科、财务室、文化创意产业促进中心、文物管理所、电影院、电影管理中心、新华书店
- 马俊艳：党组成员、副局长。工作分工：分管办公室、政工科、公共服务科、文化馆、图书馆
- 盖畅：副局长。工作分工：负责旅游产业促进和发展、旅游规划研究和调研、旅游宣传和市场推广、旅游项目申报、协调推进旅游项目建设、组织策划旅游节庆活动、旅游商品开发、争取旅游产业政策和资金支持等工作。负责扶贫协作、支援合作、京津冀协同发展等方面工作。 分管规划发展科
- 彭绍常：党组成员。工作分工：负责“扫黄打非”、文化安全、文化执法、文物执法、旅游执法、禁毒、校园周边环境治理、软件正版化等方面工作

## 机构设置
2021年2月，本机构下设：
- 北京市通州区旅游咨询服务中心
- 北京市通州区文物管理所
- 北京市通州区博物馆
- 北京市通州区图书馆
- 北京市通州区文化馆
- 北京市通州区新华书店
- 政工科
- 文物保护科
- 行业管理科（行政审批科）
- 规划发展科
- 公共服务科
- 办公室